# 罗塔格雷卡
罗塔格雷卡（義大利語：Rota Greca），是意大利科森扎省的一个市镇。总面积13平方公里，人口1214人，人口密度93.4人/平方公里（2009年）。ISTAT代码为078109。